# François Darlan
Jean Louis Xavier François Darlan (Nérac, 7 de agosto de 1881 – Argel, 24 de dezembro de 1942) foi um almirante francês. Ocupou o cargo de primeiro-ministro da França, entre 9 de Fevereiro de 1941 a 18 de Abril de 1942. Após se juntar aos Aliados em Novembro de 1942, foi assassinado por Fernand Bonnier de La Chapelle em Argel por um partidário do conde de Paris.

## Carreira
Nascido em Nérac, Darlan formou-se na École navale em 1902 e rapidamente avançou na hierarquia após seu serviço durante a Primeira Guerra Mundial. Ele foi promovido a contra-almirante em 1929, vice-almirante em 1932, tenente-almirante em 1937 antes de finalmente ser feito Chefe do Estado-Maior Naval em 1937. Em 1939, Darlan foi promovido a almirante da frota, posto criado especificamente para ele.
Darlan era Comandante-em-Chefe da Marinha Francesa no início da Segunda Guerra Mundial. Após o armistício da França com a Alemanha em junho de 1940, Darlan serviu no regime de Vichy de Philippe Pétain como Ministro da Marinha e, em fevereiro de 1941, assumiu o cargo de Vice-Presidente do Conselho, Ministro das Relações Exteriores, Ministro do Interior e Ministro da Defesa Nacional, fazendo dele o chefe de fato do governo de Vichy. Em abril de 1942, Darlan renunciou a seus ministérios para Pierre Laval por insistência alemã, mas manteve sua posição como Comandante-em-Chefe das Forças Armadas Francesas.

Darlan estava em Argel quando os Aliados invadiram o norte da África francesa em novembro de 1942. O comandante aliado Dwight D. Eisenhower fechou um acordo controverso com Darlan, reconhecendo-o como Alto Comissário da França para o Norte e Oeste da África. Em troca, Darlan ordenou que todas as forças francesas no norte da África cessassem a resistência e cooperassem com os aliados. Na véspera de natal, Darlan acabou sendo assassinado por Fernand Bonnier de La Chapelle, um monarquista de 20 anos e anti-Vichyiste.